# Alisson
Pour les articles ayant des titres homophones, voir Alison Becker et alysson.
Pour les articles homonymes, voir Becker.
Alisson Ramsés Becker, plus connu sous le nom d'Alisson, né le 2 octobre 1992 à Novo Hamburgo au Brésil, est un footballeur international brésilien qui évolue au poste de gardien de but au Liverpool FC. Il possède également la nationalité allemande.
Il est le gardien titulaire de l'Équipe du Brésil lors de la Coupe du monde de football de 2018, éliminée en quarts de finale par la Belgique. La même année, au moment de son transfert à Liverpool contre 62,5 millions d'euros, il devint le gardien de but le plus cher de l'histoire avant d'être devancé par l'international espagnol Kepa Arrizabalaga lors du même mercato.
Au terme de sa première saison à Liverpool, il reçoit le Trophée du meilleur gardien du championnat anglais de football pour un total de 21 matches sans prendre de but, performance qu'il réédite en finale de la Ligue des champions 2019 où son club s'impose 2-0 face à Tottenham. Il remporte en 2019, avec sa sélection, la Copa América en tant que gardien titulaire, en n’encaissant qu'un seul but.
En 2019, il reçoit le trophée Yachine récompensant le meilleur joueur au poste de gardien de but, ainsi que le titre de meilleur gardien de l'année décerné par l'IFFHS. Il est considéré comme l'un des meilleurs gardien de la planète,. Le 16 mai 2021, Alisson Becker marque le premier but de sa carrière face à West Bromwich Albion à la 90+5' et permet aux siens de s'imposer 2-1. Ce but permettra à son équipe de jouer la Ligue des Champions l'année suivante et d'y atteindre la finale.

## Biographie

### Carrière en club

#### SC Internacional (2013-2016)

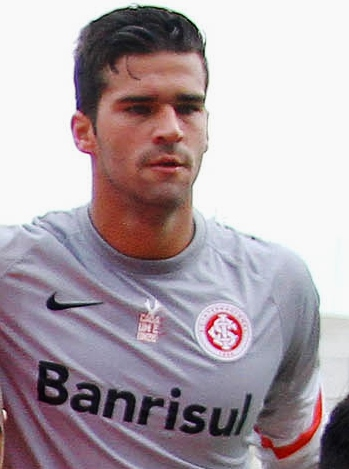
Alisson avec le SC Internacional en 2015.

Né à Novo Hamburgo, au Rio Grande do Sul, Alisson a rejoint l'académie de l'Internacional en 2002, à l'âge de dix ans. Ayant progressé à travers les équipes de jeunes, il a régulièrement joué avec les moins de 23 ans, avant de faire ses débuts seniors le 17 février 2013, en commençant par un nul 1-1 contre Cruzeiro-RS au Championnat Gaúcho. Ses débuts en Série A ont suivi le 25 août 2013 quand il a débuté dans un match nul 3-3 à domicile contre Goiás. Remplaçant pour son frère Muriel et en compétition pour le second choix avec Agenor, il a terminé sa première saison avec six apparitions.
L'année suivante, Alisson se retrouve en compétition avec la légende brésilienne Dida, qui a rejoint l'Internacional de Grêmio. Il a gagné une place de titulaire en octobre et a terminé l'année avec 11 apparitions en championnat à son nom. Il était un titulaire incontesté l'année suivante au cours de laquelle il a joué 57 matchs toutes compétitions confondues. Le 4 février 2016, Alisson a signé un pré-contrat avec le club italien de l'AS Roma, signant un contrat de cinq ans pour un montant de 7,5 millions d'euros. Il a joué son dernier match pour les Colorados le 15 mai 2016, gardant ses cages inviolées lors d'un nul 0-0 à domicile contre Chapecoense. Au cours de ses quatre années avec l'équipe senior d'Internacional, Alisson a fait plus de 100 apparitions toutes compétitions confondues et a gagné le titre de Campeonato Gaúcho à chaque saison.

#### AS Roma (2016-2018)
Le 6 juillet 2016, il signe à l'AS Roma pour 5 années pour 8 millions d'euros. Il joue son premier match sous ses nouvelles couleurs le 17 août 2016, lors d'une rencontre qualificative pour la Ligue des champions face au FC Porto. Il est titularisé et les deux équipes se neutralisent (1-1 score final).
Le 10 avril 2018, alors que son équipe a perdu lors du match aller de la Ligue des champions sur le score de 4-1 face au FC Barcelone, Alisson et ses coéquipiers parviennent à l'exploit, le score de 3-0 à Rome leur permet de se qualifier. Cependant, l'AS Rome est éliminée en demi-finales par le Liverpool FC. Avec la Roma, il est élu[Par qui ?] meilleur gardien de la Serie A, le championnat d'Italie, saison 2017/2018.

#### Liverpool (depuis 2018)
Le 19 juillet 2018, il signe à Liverpool pour 6 saisons, contre 62,5 millions d'euros. Il devient le gardien de but le plus cher de l'histoire, avant d'être devancé par Kepa Arrizabalaga, recruté par Chelsea le 8 août 2018 pour 80 millions d'euros. Alisson portera le numéro 13.
Il fait sa première apparition sous les couleurs des Reds le 12 août 2018, lors de la première journée de la saison 2018-2019 de Premier League contre West Ham United. Il est titulaire lors de ce match remporté par Liverpool (4-0 score final).
Le 1er juin 2019, il remporte la finale de la Ligue des champions de l'UEFA avec le FC Liverpool contre Tottenham FC (2-0).La saison suivante, il remporte la première league.
En novembre 2019, il succède à Thibaut Courtois, en étant élu meilleur gardien de l'année par l'IFFHS,.
Le 16 mai 2021, il marque un but de la tête face à West Bromwich Albion, donnant la victoire à Liverpool à la 95e minute et les qualifiant en Ligue des champions. Il devient alors le premier gardien de l'histoire de Liverpool à marquer un but.
Le 16 octobre 2022, Alisson a délivré une passe décisive à Mohamed Salah pour un but décisif en fin de match lors de la victoire 1–0 de Liverpool contre leurs rivaux de Manchester City en Premier League. Alisson est devenu le gardien ayant contribué à le plus de buts dans l'histoire de la Premier League, avec 3 passes décisives et 1 but pour Liverpool. Trois jours plus tard, le 19 octobre, Alisson a arrêté un penalty de Jarrod Bowen et Liverpool a battu West Ham United 1–0 en Premier League. Alisson a été nommé Joueur du Mois de Liverpool pour octobre 2022. Alisson a atteint 100 clean sheets pour Liverpool le 6 mai 2023 lors d'une victoire 1–0 contre Brentford. À la fin de la saison 2022–23, Liverpool a manqué de peu la qualification pour la Ligue des Champions de l'UEFA, son coéquipier Mohamed Salah se décrivant comme étant “totalement dévasté”. Malgré cela, Alisson a été largement salué comme l'un des gardiens les plus performants de la Premier League cette saison.
Lors de la saison 2024/2025 Liverpool est de retour à son plus haut niveau avec un grand gardien, lors du 1/8 de finale aller de Ligue des champions, il réalise une énorme prestation vs PSG avec la bagatelles de 10 arrêt. Cette performance lui vaudra la note de 9 dans le journal L'Équipe 

### Carrière en sélection

#### Sélections de jeunes
En 2009, Alisson est sélectionné par l'entraineur Lucho Nizzo pour participer à la Coupe du monde des moins de 17 ans au Nigeria. Gardien titulaire, il ne peut éviter l'élimination des siens en phase de groupes.

#### Équipe du Brésil

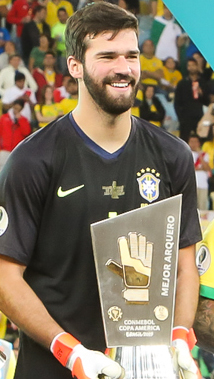
Alisson élu meilleur gardien de la Copa América 2019 avec le Brésil.

En 2013, il remporte avec l'équipe du Brésil des moins de 20 ans le Tournoi de Toulon.
Alisson dispute son premier match en équipe nationale A le 13 octobre 2015 lors d'un match face au Venezuela (victoire 3-1), à l'occasion des qualifications pour la Coupe du monde 2018.
Il dispute par la suite la Copa América Centenario en 2016, mais son équipe est éliminée en phase de poules.
Le 14 mai 2018, Alisson fait partie de la liste des joueurs brésiliens convoqués par le sélectionneur Tite pour participer à la Coupe du monde en Russie. Il est le gardien titulaire lors de ce tournoi, jouant la totalité des cinq matchs de son équipe, qui se hisse jusqu'en quarts de finale, où elle est vaincue par la Belgique le 6 juillet 2018 (1-2 score final),.
Il est par la suite retenu pour participer à la Copa America 2019 où les Brésiliens remportent l'édition. Titulaire tout au long du tournoi, Alisson est récompensé de ses performances en étant désigné meilleur gardien de la compétition. Puis à la Copa America 2021 où la Selecao s'inclinera en finale contre l'Argentine.
Le 7 novembre 2022, il est sélectionné par Tite pour participer à la Coupe du monde 2022. Le 10 mai 2024, il figure dans la liste des joueurs retenus par Dorival Júnior pour participer à la Copa América 2024.

## Vie personnelle
Le frère aîné d'Alisson, Muriel, est également gardien de but et a été formé à l'Internacional. La famille paternelle d'Alisson est d'origine allemande, son père et sa grand-mère parlant couramment l'allemand. Lorsqu'il était à la Roma, Alisson était surnommé "L'Allemand",. Il possède également un passeport allemand. En plus de sa langue maternelle, le portugais, Alisson parle aussi l'italien et l'anglais. En mai 2019, il a été nommé ambassadeur de bonne volonté par l'Organisation mondiale de la santé (OMS).
En 2015, Alisson a épousé Natália Loewe, une médecin brésilienne. Ils ont une fille nommée Helena, née le 29 avril 2017, et un fils, Matteo, né le 14 juin 2019,. Leur second fils est né le 10 mai 2021. Alisson et Natália ont été des défenseurs de l'OMS pour la prise en charge proactive de la santé mentale. Le 24 février 2021, le père d'Alisson, José Agostinho, s'est noyé dans un lac près de sa résidence secondaire à Lavras do Sul. Les autorités locales pensent qu'aucun acte criminel n'est impliqué dans l'incident,.
Alisson est un fervent chrétien pentecôtiste, et organise des baptêmes dans sa piscine, accueillant les baptêmes de son coéquipier Roberto Firmino et de la femme du joueur de Fenerbahçe Fred,. Il a été surnommé "Le Gardien Saint" par son coéquipier Virgil van Dijk en raison de sa foi, et a soulevé le trophée de la Ligue des Champions portant un t-shirt avec "† = ❤" dessus,,.

## Statistiques
| Saison                | Club                  | Championnat           | Championnat | Championnat | Championnat | Coupe nationale | Coupe nationale | Coupe nationale | Coupe de la Ligue | Coupe de la Ligue | Coupe de la Ligue | Supercoupe | Supercoupe | Supercoupe | Compétition(s) continentale(s) | Compétition(s) continentale(s) | Compétition(s) continentale(s) | Compétition(s) continentale(s) | Championnat Gaúcho | Championnat Gaúcho | Championnat Gaúcho | Coupe du monde des clubs | Coupe du monde des clubs | Coupe du monde des clubs | Total | Total | Total |
| Saison                | Club                  | Division              | M.          | B.          | P.d.        | M.              | B.              | P.d.            | M.                | B.                | P.d.              | M.         | B.         | P.d.       | Comp.                          | M.                             | B.                             | P.d.                           | M.                 | B.                 | P.d.               | M.                       | B.                       | P.d.                     | M.    | B.    | P.d.  |
| 2013                  | SC Internacional      | Série A               | 6           | 0           | 0           | 2               | 0               | 0               | -                 | -                 | -                 | -          | -          | -          | -                              | -                              | -                              | -                              | 1                  | 0                  | 0                  | -                        | -                        | -                        | 9     | 0     | 0     |
| 2014                  | SC Internacional      | Série A               | 11          | 0           | 0           | -               | -               | -               | -                 | -                 | -                 | -          | -          | -          | -                              | -                              | -                              | -                              | 3                  | 0                  | 0                  | -                        | -                        | -                        | 14    | 0     | 0     |
| 2015                  | SC Internacional      | Série A               | 26          | 0           | 0           | 4               | 0               | 0               | -                 | -                 | -                 | -          | -          | -          | CL                             | 12                             | 0                              | 0                              | 15                 | 0                  | 0                  | -                        | -                        | -                        | 57    | 0     | 0     |
| 2016                  | SC Internacional      | Série A               | 1           | 0           | 0           | -               | -               | -               | -                 | -                 | -                 | -          | -          | -          | -                              | -                              | -                              | -                              | 17                 | 0                  | 0                  | -                        | -                        | -                        | 18    | 0     | 0     |
| Sous-total            | Sous-total            | Sous-total            | 44          | 0           | 0           | 6               | 0               | 0               | -                 | -                 | -                 | -          | -          | -          | -                              | 12                             | 0                              | 0                              | 36                 | 0                  | 0                  | -                        | -                        | -                        | 98    | 0     | 0     |
| 2016-2017             | AS Rome               | Serie A               | 0           | 0           | 0           | 4               | 0               | 0               | -                 | -                 | -                 | -          | -          | -          | C1+C3                          | 1+10                           | 0                              | 0                              | -                  | -                  | -                  | -                        | -                        | -                        | 15    | 0     | 0     |
| 2017-2018             | AS Rome               | Serie A               | 37          | 0           | 0           | -               | -               | -               | -                 | -                 | -                 | -          | -          | -          | C1                             | 12                             | 0                              | 0                              | -                  | -                  | -                  | -                        | -                        | -                        | 49    | 0     | 0     |
| Sous-total            | Sous-total            | Sous-total            | 37          | 0           | 0           | 4               | 0               | 0               | -                 | -                 | -                 | -          | -          | -          | -                              | 23                             | 0                              | 0                              | -                  | -                  | -                  | -                        | -                        | -                        | 64    | 0     | 0     |
| 2018-2019             | Liverpool FC          | Premier League        | 38          | 0           | 0           | -               | -               | -               | -                 | -                 | -                 | -          | -          | -          | C1                             | 13                             | 0                              | 0                              | -                  | -                  | -                  | -                        | -                        | -                        | 51    | 0     | 0     |
| 2019-2020             | Liverpool FC          | Premier League        | 29          | 0           | 1           | -               | -               | -               | -                 | -                 | -                 | 1          | 0          | 0          | C1                             | 5                              | 0                              | 0                              | -                  | -                  | -                  | 2                        | 0                        | 0                        | 37    | 0     | 1     |
| 2020-2021             | Liverpool FC          | Premier League        | 33          | 1           | 0           | 1               | 0               | 0               | -                 | -                 | -                 | 1          | 0          | 0          | C1                             | 7                              | 0                              | 0                              | -                  | -                  | -                  | -                        | -                        | -                        | 42    | 1     | 0     |
| 2021-2022             | Liverpool FC          | Premier League        | 36          | 0           | 1           | 4               | 0               | 0               | 1                 | 0                 | 0                 | -          | -          | -          | C1                             | 13                             | 0                              | 0                              | -                  | -                  | -                  | -                        | -                        | -                        | 54    | 0     | 1     |
| 2022-2023             | Liverpool FC          | Premier League        | 37          | 0           | 1           | 2               | 0               | 0               | 0                 | 0                 | 0                 | -          | -          | -          | C1                             | 8                              | 0                              | 0                              | -                  | -                  | -                  | -                        | -                        | -                        | 47    | 0     | 1     |
| 2023-2024             | Liverpool FC          | Premier League        | 28          | 0           | 0           | 2               | 0               | 0               | -                 | -                 | -                 | -          | -          | -          | C3                             | 2                              | 0                              | 0                              | -                  | -                  | -                  | -                        | -                        | -                        | 32    | 0     | 0     |
| 2024-2025             | Liverpool FC          | Premier League        | 28          | 0           | 0           | -               | -               | -               | 1                 | 0                 | 0                 | -          | -          | -          | C1                             | 6                              | 0                              | 0                              | -                  | -                  | -                  | -                        | -                        | -                        | 35    | 0     | 0     |
| 2025-2026             | Liverpool FC          | Premier League        | 1           | 0           | 0           | -               | -               | -               | 0                 | 0                 | 0                 | 1          | 0          | 0          | C1                             | 0                              | 0                              | 0                              | -                  | -                  | -                  | -                        | -                        | -                        | 2     | 0     | 0     |
| Sous-total            | Sous-total            | Sous-total            | 230         | 1           | 3           | 9               | 0               | 0               | 2                 | 0                 | 0                 | 3          | 0          | 0          | -                              | 54                             | 0                              | 0                              | -                  | -                  | -                  | 2                        | 0                        | 0                        | 300   | 1     | 3     |
| Total sur la carrière | Total sur la carrière | Total sur la carrière | 311         | 1           | 3           | 19              | 0               | 0               | 2                 | 0                 | 0                 | 3          | 0          | 0          | -                              | 90                             | 0                              | 0                              | 36                 | 0                  | 0                  | 2                        | 0                        | 0                        | 463   | 1     | 3     |

### En sélection nationale
| Saison                | Sélection             | Phases finales          | Phases finales | Phases finales | Éliminatoires CDM | Éliminatoires CDM | Matchs amicaux | Matchs amicaux | Total | Total |
| Saison                | Sélection             | Compétition             | M              | B              | M                 | B                 | M              | B              | M     | B     |
| --------------------- | --------------------- | ----------------------- | -------------- | -------------- | ----------------- | ----------------- | -------------- | -------------- | ----- | ----- |
| 2015-2016             | Brésil                | Copa América Centenario | 3              | 0              | 5                 | 0                 | 1              | 0              | 9     | 0     |
| 2016-2017             | Brésil                | -                       | -              | -              | 8                 | 0                 | -              | -              | 8     | 0     |
| 2017-2018             | Brésil                | Coupe du monde 2018     | 5              | 0              | 3                 | 0                 | 6              | 0              | 14    | 0     |
| 2018-2019             | Brésil                | Copa América 2019       | 6              | 0              | -                 | -                 | 5              | 0              | 11    | 0     |
| 2019-2020             | Brésil                | -                       | -              | -              | -                 | -                 | 2              | 0              | 2     | 0     |
| 2020-2021             | Brésil                | Copa América 2021       | 2              | 0              | 1                 | 0                 | -              | -              | 3     | 0     |
| 2021-2022             | Brésil                | -                       | -              | -              | 7                 | 0                 | 1              | 0              | 8     | 0     |
| 2022-2023             | Brésil                | Coupe du monde 2022     | 4              | 0              | -                 | -                 | 2              | 0              | 6     | 0     |
| 2023-2024             | Brésil                | Copa América 2024       | 4              | 0              | 2                 | 0                 | 2              | 0              | 8     | 0     |
| 2024-2025             | Brésil                | -                       | -              | -              | 2                 | 0                 | -              | -              | 2     | 0     |
| Total sur la carrière | Total sur la carrière | Total sur la carrière   | 24             | 0              | 28                | 0                 | 19             | 0              | 71    | 0     |

## Palmarès

### En club & sélection
| Liverpool FC (8) | Brésil (1)                                             |
| --- | ------------------------------------------------------ |
| Premier League (2) - Vainqueur : 2020 et 2025 - Ligue des champions (1) - Vainqueur : 2019 - Supercoupe de l'UEFA (1) - Vainqueur : 2019 - Coupe du monde des clubs (1) - Vainqueur : 2019 - Coupe de la Ligue anglaise (2) - Vainqueur : 2022 et 2024 - Finaliste en 2025 - Coupe d'Angleterre (1) - Vainqueur : 2022 | - Copa América : - Vainqueur : 2019 - Finaliste : 2021 |

## Distinctions personnelles
- Élu The Best, Gardien de but de la FIFA en 2019.
- Élu Meilleur gardien de but de l'année de Serie A en 2017-2018.
- Élu Meilleur gardien de but de Premier League en 2018-2019 et 2021-2022
- Nommé dans l'équipe type de l'année de Serie A en 2017-2018.
- Nommé dans l'équipe type de l'année de Premier League en 2018-2019.
- Nommé dans l'équipe type de la Ligue des Champions en 2018 et 2019.
- Nommé dans l'équipe type de la FIFA FIFPro World11 en 2019 et 2020.
- Nommé dans l'équipe type de l'année UEFA en 2019.
- Élu Meilleur gardien de but de la Copa América en 2019.
- Élu Meilleur gardien de l'année UEFA en 2019.
- Vainqueur du Trophée Yachine en 2019.
- Désigné meilleur gardien de l'année par l'IFFHS en 2019.
- 7e au Ballon d'Or 2019.
- Meilleur joueur de la saison de Liverpool par les fans : (1) 
  - en 2023